# XRISM
XRISM (яп. Ｘ線分光撮像衛星, англ. X-Ray Imaging and Spectroscopy Mission, читается «крисм») — японский рентгеновский космический телескоп, выведенный в космос 7 сентября 2023 года. XRISM является десятым японским рентгеновским телескопом, запущенным в космическое пространство (включая телескоп MAXI, установленный на борту МКС).

## История
Изначально XRISM создавался в качестве замены быстро вышедшего из строя японского космического телескопа «Хитоми» и впервые был упомянут в прессе под именем XARM — «Миссия по восстановлению рентгеновской астрономии» (англ. X-ray Astronomy Recovery Mission). Для частичного восполнения научных результатов утраченного «Хитоми» на борту XRISM были установлены два прибора: телескоп спектрометр мягкого рентгеновского излучения. Аналоги двух телескопов жёсткого рентгеновского излучения, утраченные на борту «Хитоми», не предусматривались. Проект был анонсирован в июле 2017 года с предполагаемой датой запуска в 2021 году.

## Конструкция
Полезная нагрузка XRISM состоит из двух инструментов:
- Resolve, спектрометр мягкого рентгеновского излучения, объединяющий рентгеновское зеркало спектрометр рентгеновского калориметра. Resolve обеспечивает энергетическое разрешение 5-7 эВ в полосе пропускания 0,3-12 кэВ с полем зрения около 3 угловых минут.
- Xtend, генератор изображения мягкого рентгеновского излучения в виде ПЗС-детектора, который имеет поле зрения 38 угловых минут в диапазоне энергий 0,4-13 кэВ.

Оба прибора по характеристикам являются аналогами приборов SXS и SXI, установленных на борту «Хитоми».
Resolve был предоставлен НАСА и была изготовлена компанией Astro-H, это копия спектрометра мягкого рентгеновского излучения высокого разрешения (англ. High-Resolution Soft X-Ray Spectrometer, SXS), выведенная в космос на «Хитоми». Матрица Resolve представляет из себя массив детекторов размером 6х6; каждый детектор может регистрировать единичный рентгеновский квант. Точность измерений Resolve позволяет регистрировать до нескольких миллионов квантов в сверхвысоком разрешении. Для повышения точности измерений матрица охлаждается жидким гелием, а сам прибор находится в термостабилизированном корпусе.
Важной особенностью Xtend является широкое поле зрения — 38 угловых минут, которое является самым большим среди космических рентгеновских телескопов на момент запуска миссии.
Набор рентгеновских зеркал телескопа создан в Центре космических полётов Годдарда.

## Запуск
Для запуска в космос XRISM использовалась ракета-носитель H-IIA в варианте с парой твердотопливных ускорителей SRB-A3.
Первая запланированная дата запуска была назначена на 27 августа 2023 года.
Вторая, успешная, попытка была назначена на 6 сентября 2023 года. Ракета-носитель стартовала в 19:42 по восточному времени со стартового комплекса LA-Y1 японского космического центра Танегасима.
Через 14 минут после старта ракеты-носителя обсерватория отделилась от второй ступени и вышла на орбиту примерно 550×500 километров[что?] с наклонением 31°.